# Разрушение Хасавюрта
Разрушение Хасавюрта чеченскими вооруженными формированиями шейха Узун-Хаджи произошло 22 апреля 1918 в ходе Гражданской войны на Северном Кавказе.

## Политическое положение
Слобода Хасавюрт, насчитывавшая к 1 января 1917 года 14 тыс. жителей, из которых более 10 тыс. постоянного населения, фактически была крупнее любого уездного города, являлась центром одного из округов Терской области и процветавшим центром торговли пшеницей. Вокруг Хасавюрта было много богатых русских деревень и немецких колоний, «но они были окружены местным населением, большинство которых составляли кумыки, аварцы, салатавии и ауховцы».
Население самой слободы состояло на 50 % из русских, на 33 % кумыков, горских евреев насчитывалось 6 %, немцев и персов — по 5 %.
В 1917 году Хасавюрт был занят большим гарнизоном из запасных солдат и пограничным полком, пришедшим с Кавказского фронта. Кроме этого, после подавления Корниловского выступления, туда был выведен 1-й Дагестанский полк. Расположенные в слободе части были сильно заражены большевизмом, и в начале 1918 князь Нух-Бек Тарковский вывел Дагестанский полк в Темир-Хан-Шуру.
Во второй половине 1917 года в округе стремительно нарастала анархия, и чеченские разбои участились настолько, что Временное правительство 4 октября было вынуждено ввести чрезвычайное положение. Эта мера ничего не дала, и после вывода русских гарнизонов из крепостей Чечни и Дагестана в декабре 1917 население также стало покидать слободу. С декабря 1917 по середину марта 1918 Хасавюрт покинуло более 4500 человек.

## Опустошение Хасавюртовского округа
К концу 1917 года чеченцы перешли от разбойничьих набегов к систематическому уничтожению русских деревень, немецких колоний и молдавских хуторов, располагавшихся на Кумыкской плоскости, и к весне 1918-го почти закончили эту работу, стерев с лица земли более 170 населенных пунктов. Тысячи беженцев рассеялись по всему Северному Кавказу, разнося «фантастические вести о восстании Чечни».
Любопытные заметки о поездке по Хасавюртовскому округу, превращенному бандитами в пустыню, оставил войсковой старшина А. Г. Шкуро, возвращавшийся с Кавказского фронта:

Мы проезжали местами, где ещё недавно кипела отчаянная война между отстаивавшим свои очаги местным русским населением и горцами, решившими изгнать его из пределов своих стародавних земель. В этой войне горцы, хорошо вооруженные и фанатичные, победили мирных русских крестьян, огнём и мечом пройдя всю страну. Лишь немногие уцелевшие крестьяне, бросив все, с женами и детьми бежали в пределы Терской области. Там, где ещё недавно стояли цветущие русские села, утопавшие в зелени богатых садов, теперь лежали лишь груды развалин и кучи обгоревшего щебня. Одичавшие собаки бродили и жалобно выли на пепелищах и, голодные, терзали раскиданные всюду и разлагавшиеся на солнце обезглавленные трупы русских поселян, жертв недавних боев. Зрелище этого беспощадного истребления трудов многих поколений, этого разрушения культуры, напоминавшее времена Батыя и Чингиз-Хана, было невыносимо тягостно и разрывало душу. Железнодорожное полотно было местами разрушено, телеграфные столбы порублены, мостики сожжены. Засевшие в лесистых трущобах чеченцы осыпали проходившие эшелоны градом метких пуль, нанося нам потери. Приходилось двигаться с величайшими предосторожностями, постоянно исправляя путь, и часто с рассыпанной впереди цепью казаков, выбивавших из засад преграждавших дорогу горцев.— Шкуро А. Г. Гражданская война в России: Записки белого партизана, с. 86.
Терский областной совет направил в Хасавюртовский округ своих делегатов для выяснения происходящего, но жители, терроризируемые бандами Узун-Хаджи, на своем съезде приняли решение о вхождении в состав Дагестана, который Узун-Хаджи и Нажмудин Гоцинский пытались превратить в центр возрожденного имамата.

## Блокада Хасавюрта
К марту 1918 Хасавюрт оставался последним русским населенным пунктом в округе, ещё не уничтоженным чеченцами, и держался благодаря тому, что по железной дороге курсировал бронепоезд Бакинского Совета, однако, после захвата Петровск-Порта войсками дагестанского облисполкома и Нажмудина Гоцинского 24 марта железнодорожное сообщение было прервано. На западном направлении железная дорога в обе стороны от Грозного была разрушена ещё во время осады города чеченцами в ноябре 1917, а затем было разобрано полотно и по обе стороны от Гудермеса.
Слобода была со всех сторон обложена чеченцами и держалась благодаря охране Кумыкского Запасного полка под командой князя Капланова. Полк этот постепенно расходился по своим аулам, и с момента начала осады оставшиеся жители слободы организовали свою охрану примерно из 150 человек с добровольческой батареей (2 горных орудия). С помощью персов они вырыли окопы, устроили проволочные заграждения и баррикады, оставив всего два выхода, и тщательно следили, чтобы чеченцы ни под каким видом не могли проникнуть внутрь.

## Визит Гоцинского
В первой половине апреля жители отправили в Темир-Хан-Шуру к Дагестанскому правительству делегацию из русских и кумыков с просьбой о помощи. 15 апреля по железной дороге прибыл имам Нажмудин Гоцинский со своим помощником Узун-Хаджи. По прибытии имама русская охрана была снята, а вместо неё в Хасавюрт прибыла сотня дагестанцев из Чир-Юрта. Кумыкская же охрана слободы выбыла в Дагестан, на смену прибывшим с имамом. Благодаря этому чеченцы смогли проникнуть в Хасавюрт.
На организованном в Хасавюрте съезде кумыков, чеченцев и русских Гоцинский потребовал прекратить грабежи, и даже пообещал вернуть вещи, украденные из местной церкви. Через три дня Гоцинский уехал, и в слободе остался Узун-Хаджи со своей охраной, состоявшей из так называемых тавлинцев.

## Уничтожение Хасавюрта
20 апреля войска Бакинской коммуны высадились у Петровск-Порта, разгромили части князя Тарковского и имама Гоцинского, овладели городом, и намеревались двигаться через Хасавюрт, чтобы восстановить прерванное железнодорожное сообщение.
Узун-Хаджи отреагировал немедленно. 22 апреля в часов 9 утра его люди начали массовые обыски, отбирая оружие и выливая по его приказу спиртные напитки. Около 12 часов дня появились чеченцы, и начался повальный грабеж, сопровождавшийся сильной стрельбой. Те из слобожан, кто не успели спрятаться или прибегнуть к покровительству дружественных русским кумыков, были обобраны, раздеты донага или захвачены в плен.
Хасавюрт был полностью разграблен, а затем сожжен дотла. Говорили, что Узун-Хаджи вручил для этого каждому погромщику по бутылке керосина. Кроме самой слободы были уничтожены железнодорожная станция и почтовая контора, персонал которой был захвачен и вывезен в Чечню, но затем отпущен в Грозный. Русские, которые сумели спастись бегством или были выведены кумыками, нашли убежище в соседних кумыкских селениях Эндирей, Яхсай, Карлан-Юрт, Кокрек, Бота-Юрт и др., жители которых под охраной доставили их в Кизляр.
По словам историка А. Гаджиева,

Чеченцы своего добились. Большая часть города превращена в руины. Переполненные хасавюртовскими вещами подводы направлялись в сторону Чечни — все это походило на дикий свадебный пир, можно было постороннему зрителю подумать, что это люди, которые отправляют приданое очень богатой невесты.— 

## Последствия
Уничтожение Хасавюрта вызвало сильный резонанс. Чеченцы, опасавшиеся возмездия русских, во время одного из раундов мирных переговоров с Грозненским советом даже предложили организовать совместную русско-чеченскую экспедицию для освобождения Хасавюрта, «находящегося во власти бандита шейха Узун-Хаджи и его разбойничьей шайки». Поскольку освобождать в Хасавюрте было уже нечего, грозненцы ответили, что вопрос об экспедиции находится в компетенции Терского областного совета.
Собравшийся в мае Третий съезд народов Терека мог только с горечью констатировать неудачу попыток правительства Терской советской республики защитить Хасавюрт от варваров.
Фотографии развалин Хасавюрта, сделанные в мае 1918 экспедицией Корганова, хранятся ныне в музейных собраниях и частных коллекциях. На панорамных снимках не видно ни одного уцелевшего здания.

## Мнения
Поскольку Хасавюрт был самым крупным из более чем сотни русских поселений, уничтоженных чеченцами в ходе Гражданской войны, этот инцидент привлек особое внимание современников. Узун-Хаджи имел репутацию узколобого фанатика, стремившегося уничтожить всякие следы русского влияния на Кавказе; также ему приписывали намерение истребить всю вестернизированную мусульманскую интеллигенцию.
Алибек Тахо-Годи пишет по этому поводу:

Узун-Хаджи только мотался где-то в Чечне и по «дороге» сжег с чеченцами, дотла, прекрасный цветущий городок Хасав-Юрт, чтобы только он, как город, не служил рассадником большевизма и культуры, которые приносят только вред чистоте ислама.— 
Авторы, склонные оправдывать действия чеченцев, несмотря на тот вред, что они причинили соседним регионам, пишут:

Дагестан жил только благодаря богатому хлебом Хасав-Юртскому округу, а подвоз прочих продуктов шел по Владикавказской железной дороге. Теперь все прекратилось, чеченцы и ауховцы, ограбив дотла русских поселенцев, заставили их бросить насиженные места. Железнодорожное движение прекратилось, и жители Дагестана доедали свой кукурузный хлеб, смешанный с соломой.
Я не противоречу себе, сказав раньше, что горцы отнюдь не были русофобами и не смотрели на русских как на «гяуров». Кто знает нравы и характер чеченцев и ингушей, тот поймет, что им все равно было, кого грабить, это своего рода молодечество и джигитство, и если бы пришли к ним и турки, то и их ограбили бы дотла.— Кузнецов Б. М. 1918 год в Дагестане, с. 512.

Такие события, происходившие в условиях Гражданской войны, были лишь следствием общего бедственного положения горцев.— Джамбулатов Р. Т. Погромы 1918 года в Хасавюрте, с. 145.
Особняком стоит мнение полковника Магомеда Джафарова, который в своих мемуарах называет истинным организатором уничтожения Хасавюрта князя Капланова, имевшего репутацию яркого русофоба:

Совершенно неверно распространенное утверждение, что Узун-Хаджи разгромил Хасав-Юрт. Узун-Хаджи в этом нелепом и диком уничтожении больших народных ценностей совершенно неповинен. Ни на что подобное Узун-Хаджи не был способен, это слишком большое для него предприятие. В Хасав-Юрте он в этот момент очутился совершенно случайно. Все, что можно поставить в его счет это то, что он, конечно, использовал момент, как и всякий горец, награбил, сколько мог. Идея о разгроме Хасав-Юрта и округа, как это ни покажется странным, принадлежит самому культурному человеку в Дагестане — Рашид-Хану Капланову, а не самому дикому Узун-Хаджи. Капланов организовал этот разгром, как мне кажется, для того, чтобы освободить земли, занятые русскими поселениями и передать их горцам и тем заслужить их внимание.— 
Некоторые историки предполагают, что систематическое уничтожение поселений было частью чеченской стратегии «дерусификации» Восточного Кавказа.